# The Forgotten Woman (film 1921)
The Forgotten Woman è un film muto del 1921 diretto da Park Frame.

## Trama
Dixie, una trovatella, viene accolta in casa da "Sis" Maloney e da suo figlio Joe. La vita per la povera ragazza del sud si rivela un inferno, costretta con l'inganno a sposare Joe. La notte di nozze, però, l'uomo viene arrestato e portato in carcere. Dixie, questa volta, incontra l'amore quando conosce Keith Demming, che la porta a una festa elegante. Proprio quella sera Joe viene rilasciato e Dixie è salvata dal marito solo dall'apparizione inaspettata del padre di Dixie, un uomo molto ricco. La morte accidentale di Joe rende libera la ragazza che ora può sposarsi con Keith.

## Produzione
Il film fu prodotto dalla P.D. Sargent Productions.

## Distribuzione
Distribuito dalla Pioneer Film Corporation, il film uscì nelle sale cinematografiche USA il 26 luglio 1921.